# Bicina
La bicina, en anglès:bicine, és un compost orgànic usat com agent amortidor. És un dels Agents amortidors de Good i té un pKa de 8,35 a 20 °C. Es prepara perlareacció de la glicina amb òxid d'etilè, seguida de la hidròlisi de la lactona resultant.